# Lomsmyren
Lomsmyren är en by med sågverk söder om Mora.
Lomsmyren utgör ändpunkt för den använda delen av Inlandsbanan; spåret är stängt någon kilometer söderut och är därefter obrukbart ner till Persberg (Filipstad).
Här finns en av landets största timmerterminaler för järnväg med omkring sex dagliga timmertåg som lastas och lossas (hösten 2010).